# Norwegian International 1960
Die Norwegian International 1960 fanden in Oslo statt. Es war die sechste Austragung dieser internationalen Titelkämpfe von Norwegen im Badminton.

## Finalergebnisse
| Disziplin    | Sieger                        | Finalist                            | Ergebnis          |
| ------------ | ----------------------------- | ----------------------------------- | ----------------- |
| Herreneinzel | Charoen Wattanasin            | Bertil Glans                        | 15–5, 15–3        |
| Dameneinzel  | Irmgard Latz                  | Randi Holand                        |                   |
| Herrendoppel | Bertil Glans Ingemar Eliasson | Frank Österberg Bengt-Ove Berntsson | 18–14, 15–11      |
| Damendoppel  | nicht ausgetragen             | nicht ausgetragen                   | nicht ausgetragen |
| Mixed        | Hans Sperre Randi Holand      | Frank Österberg                     | 15–7, 15–7        |